# Jodie Burrage
Jodie Burrage (Kingston upon Thames, Londres, 28 de mayo de 1999) es una tenista profesional británica.
Su mejor clasificación en la WTA fue la número 85 del mundo, que llegó el 11 de septiembre de 2023. En dobles alcanzó número 251 del mundo, que llegó el 16 de octubre de 2023. Hasta la fecha, ha ganado un título WTA en dobles además de doce títulos de dobles en el ITF tour.

## Títulos WTA (1; 0+1)

### Inidivual (0)
| Leyenda              |
| -------------------- |
| Grand Slam (0)       |
| Juegos Olímpicos (0) |
| WTA Finals (0)       |
| WTA 1000 (0)         |
| WTA 500 (0)          |
| WTA 250 (0)          |

#### Finalista (1)
| N.º | Fecha               | Torneo     | Superficie | Oponente en la final | Resultado |
| 1.  | 18 de junio de 2023 | Nottingham | Hierba     | Katie Boulter        | 3-6, 3-6  |

### Dobles (1)
| Leyenda                    |
| -------------------------- |
| Grand Slam (0)             |
| Juegos Olímpicos (0)       |
| WTA Tour Championships (0) |
| WTA 1000 (0)               |
| WTA 500 (0)                |
| WTA 250 (1)                |

| N.º | Fecha                 | Torneos     | Superficie | Pareja        | Oponentes en la final              | Resultado |
| --- | --------------------- | ----------- | ---------- | ------------- | ---------------------------------- | --------- |
| 1.  | 22 de octubre de 2023 | Cluj-Napoca | Dura       | Jil Teichmann | Leolia Jeanjean Valeriya Strakhova | 6-1, 6-4  |

## Títulos WTA 125s

### Dobles (1–0)
| Resultado | Fecha                | Torneos  | Superficie | Pareja         | Oponentes en la final      | Resultado              |
| --------- | -------------------- | -------- | ---------- | -------------- | -------------------------- | ---------------------- |
| Campeona  | 19 de agosto de 2023 | Stanford | Dura       | Olivia Gadecki | Hailey Baptiste Claire Liu | 7-6(4), 6-7(6), [10-8] |